# عرشان (إب)
عرشان هي إحدى قرى الجمهورية اليمنية. تتبع جغرافيا لمحافظة إب وإداريًا لمديرية جبله. يبلغ تعداد سكانها 2608 نسمة حسب الإحصاء الذي أجري عام 2004.